# Фториды
Фтори́ды — химические соединения фтора с другими элементами. Фториды известны для всех элементов, кроме гелия и неона. К фторидам относят как бинарные соединения — ионные фториды (соли фтороводородной кислоты и металлов, ковалентные фториды переходных металлов в высших степенях окисления и фториды неметаллов), так и сложные неорганические соединения (фторангидриды кислот, комплексные фториды, гидрофториды металлов, фторированный графит).

## Фториды металлов
Фториды щелочных, щелочноземельных металлов и переходных металлов в низших степенях окисления (трифториды редкоземельных элементов и актиноидов, моно- ди- и трифториды d-элементов) имеют ионную структуру и являются солями фтороводородной (плавиковой) кислоты. Для таких ионных фторидов характерны высокие значения энергии кристаллической решетки и, соответственно, высокие температуры плавления и кипения: для CaF2 Tпл = ~2530oC.
При увеличении степени окисления характер связи между фтором и металлом во фторидах переходных металлов становится ковалентным и соответственно изменяются свойства фторидов: так, например, гексафторид урана UF6 при атмосферном давлении возгоняется при 56,4 °C и под давлением 1,44 МПа плавится при 64 °C.
Координационное число кристаллической решетки фторидов металлов зависит от размера катиона: в случае малого радиуса катиона координационное число равно четырём (например, для BeF2 с тетраэдрическими окружением анионами фтора катиона бериллия), при увеличении радиуса катиона координационное число увеличивается до шести (например, UF6 с октаэдрическим окружением атомами фтора атома урана).

## Фториды неметаллов
Фториды неметаллов — жидкости или газы. Получение фторидов может быть выполнено путём взаимодействия фтора с элементами, воздействием фтороводорода на металлы и рядом других способов.

## Получение фторидов
- Фториды большинства элементов можно получать взаимодействием простых веществ:

{\displaystyle {\mathsf {H_{2}+F_{2}\rightarrow 2HF}}}
{\displaystyle {\mathsf {2Fe+3F_{2}\rightarrow 2FeF_{3}}}}
- Ряд фторидов можно получать по реакциям обмена:

{\displaystyle {\mathsf {HF+KOH\rightarrow KF+H_{2}O}}}
- Высшие фториды обычно получают из низших действием фтора:

{\displaystyle {\mathsf {ClF_{3}+F_{2}\rightarrow ClF_{5}}}}

## Применение, опасность применения
Фториды достаточно широко используются в промышленности:
- Один из главных источников получения свободного фтора методом электролиза — фторид кальция (CaF2).
- Некоторые фториды неметаллов применяются в качестве окислителя ракетного топлива (ClF3, ClF5).
- Для изотопного разделения урана (UF6).
- Для производства оптических стёкол (LiF, MgF2, CaF2 и др.).
- Для фторирования органических и неорганических соединений (CoF3, AgF, ClF5)
- Гексафторид серы применяют в качестве газообразного диэлектрика.
- В стоматологии (например Фторирование воды).
- Все растворимые в воде фториды токсичны (за исключением малорастворимых, например, фторида кальция).